# Bossa Nova - 50 Anos
Bossa Nova - 50 Anos foi um programa de televisão exibido pela Rede Globo no dia 28 de setembro de 2008. O especial foi apresentado por Ana Furtado e reuniu os cantores Roberto Carlos e Caetano Veloso, que cantaram músicas de Tom Jobim e de parceiros como Elis Regina e Vinicius de Moraes. O especial foi uma homenagem aos 50 anos da Bossa Nova no Brasil.

## Show
O show foi realizado no Auditório do Ibirapuera nos dias 25 e 26 de agosto. O telespector conferiu a exibição de clássicos como Garota de Ipanema, Wave, Samba do Avião e Teresa da Praia, entre outros. Na audiência, a atração registrou 11 pontos de média, sendo exibido após o seriado Faça Sua História, na emissora.

## Apresentação
A apresentação do especial esteve a cargo da atriz Ana Furtado que, desde o dia 18 de setembro, pôde ser vista ao longo da programação da TV Globo, em comerciais trazendo informações sobre a Bossa Nova. O público ficou sabendo, por exemplo, que o movimento começou com a música Chega de Saudade e que, em 1962,  tradicional casa de concertos Carnegie Hall, em Nova York, abriu seu palco para um grande show reunindo diversos artistas da Bossa Nova.